# الدوري الإكوادوري لكرة القدم 1964
الدوري الإكوادوري لكرة القدم 1964 (بالإسبانية: Campeonato Ecuatoriano de Fútbol 1964)‏ هو الموسم 6 من الدوري الإكوادوري لكرة القدم. أشرف على تنظيمه اتحاد الإكوادور لكرة القدم، وكان عدد الأندية المشاركة فيه 8، وفاز فيه سوسيداد ديبورتيفو كيتو.